# Імунотерапія
Імунотерапі́я — розділ практичної імунології, завданням якого є лікування імунобіологічними препаратами — вакцинами, сироватками, інтерферонами, бактеріофагами, алергенами та іншим.
Відносно етіологічного чинника виділяють імунотерапію:
- специфічну
- неспецифічну

Відносно організму пацієнта:
- активну
- пасивну

Перевагою імунотерапії є можливість проведення лікування з урахуванням конкретного (специфічного) етіологічного чинника захворювання (інфекційного, алергічного). Тому найчастіше використовують саме специфічну імунотерапію.

## Специфічна активна імунотерапія

### Лікування вакцинами
При інфекційних захворюваннях вакцини відповідних збудників призначаються у періоді ремісії з метою формування повноцінного імунітету, для запобігання рецидиву хвороби або при затяжному, хронічному перебігу з невираженими симптомами.
Протягом застосування вакцини протипоказане використання глюкокортикоїдів, цитостатиків, препаратів, що пригнічують імунітет. І навпаки, доцільно призначати засоби, що прискорюють метаболізм в імунокомпетентних клітинах — метилурацил, нуклеїнат натрію, пентоксил, вітаміни.

### Протипухлинні вакцини
Можливість створення протипухлинних вакцин ґрунтується на тому, що неопластичні клітини мають певні притаманні лише їм антигени. Складність полягає в тому, що від пухлини до пухлини ці антигени різні і навіть в одному пухлинному конгломераті різні клони пухлинних клітин будуть відрізнятись за антигенним складом. Тому цей напрямок поки майже не виходить за межі лабораторних досліджень. Як виняток, поширення у світі набула вакцинація жінок від папіломавірусу людини, який доведено викликає рак шийки матки. Однак ефективність таких вакцин є не дуже високою через складність охопити всі штами вірусу, що циркулюють в природі.

### Алергенспецифічна імунотерапія
У лікуванні алергічних захворювань дуже добрі результати показали алергенні вакцини. Алергенспецифічна імунотерапія полягає у введенні відповідного алергенного препарату (вакцини) особам, чутливим до нього, за спеціальною схемою, у кількостях, що поступово зростають, досягаючи дози, яка буде ефективною для поліпшення симптомів, пов'язаних із наступним контактом з причинним алергеном.

## Специфічна пасивна імунотерапія

### Лікування сироватками (серотерапія)
З лікувальною метою застосовують імунні сироватки або очищену і концентровану активну в імунному відношенні їх фракцію — гамма-глобуліни. Сироватки виготовляють з крові гіперімунізованих тварин, головним чином, коней — гетерологічні або людей — гомологічні. Можна використовувати і плазму імунізованих людей (наприклад, при стафілококових інфекціях і локалізованих гнійних процесах). Метод лікування імунними сироватками отримав назву серотерапія.
Широко застосовуються антитоксичні сироватки: протидифтиретична, протиправцева, протиботуліністична та інші. Існують специфічні антитоксичні препарати при укусах отруйних змій. Препарати гамма-глобулінів (імуноглобулінів) використовуються також і у боротьбі з власне збудниками хвороб, зокрема, грипу, сибірки, кліщового енцефаліту, лептоспірозу, стафілококових інфекцій (особливо, стійких до антибіотиків) та інших.
Введення імунних сироваток небезпечне грізними ускладненнями, такими, як анафілактичний шок і сироваткова хвороба тому їх вводять за спеціальною методикою з попередньою шкірною пробою.

### Лікування бактеріофагами (фаготерапія)
Бактеріофаги складають альтернативу антибіотикам у боротьбі з бактеріальною інфекцією і мають свої переваги над ними:
- практично не токсичні для людини, тому не викликають побічних реакцій, в тому числі, алергічних
- не мають особливих протипоказань і можуть використовуватись для лікування вагітних, новонароджених і дітей раннього віку
- завжди діють на конкретний збудник, тому не загрожують порушенням мікробного біоценозу слизових оболонок і шкіри

Їх частіше використовують у лікуванні гнійних інфекцій такими препаратами, як Піополіфаг, Стафілофаг у формах мазі, лініментів, розчину. Також бактеріофаги можна комбінувати з антибіотиками.

## Неспецифічна активна імунотерапія
Заснована на використанні неспецифічних антигенних препаратів, що дозволяють підвищувати загальну резистентність організму. Як і специфічну активну імунотерапію її слід призначати в періоді ремісії захворювання або при затяжному, хронічному перебігу з невираженими симптомами.
З препаратів використовують пірогенал (ліпополісахарид бактерій Salmonella Typhi) і продигіозан (ліпополісахарид бактерій В. Prodigiosuni).

### Лікування інтерферонами
Інтерферони здатні попереджувати проникнення вірусів у клітину. Інтерферони часто використовують у лікуванні вірусних гепатитів в активній стадії. З цією метою використовують такі препарати: людський лімфобластоїдний інтерферон альфа-n1, рекомбінантні інтерферони альфа-2а, альфа-2б і пегільовані інтерферони (до молекули яких приєднана частинка поліетиленгліколя — ПЕГ).

## Неспецифічна пасивна імунотерапія
Застосовується в гострий період інфеційної хвороби у випадках, коли відсутні специфічні імуноглобуліни до даного збудника. Як лікувальний засіб використовують трансфузію свіжої (свіжозамороженої) плазми здорової людини. Але цей метод пов'язаний з відомим ризиком зараження на інфекції, що передаються через кров.
Поняття «імунотерапія» не слід плутати з поняттям «імунотропна терапія», яке означає лікувальні заходи, покликані безпосередньо вплинути на імунну систему з метою активації, супресії, модуляції чи відновлення її функцій (зокрема, системна ензимотерапія). Прикладом імунотропних засобів можуть бути препарати вилочкової залози (тімуса), селезінки, кісткового мозку, ростові (колонієстимулюючі) фактори, цитомедини, але всі вони не належать до імунобіологічних препаратів.

## Імунотерапія хворих на рак
Вже досить тривалий час увагу привертає перспектива використання імунотерапії (ІТ) у хворих на рак.
Метою ІТ є імунореабілітація хворих під час та після специфічного протипухлинного лікування, а також пригнічення росту чи знищення залишкових злоякісних клітин шляхом активації клітинної та гуморальної ланок протипухлинного імунітету.
ІТ є ефективним методом лікування хворих на рак з розповсюдженими і рецидивуючими формами пухлинного процесу. ІТ може бути використана як монотерапія або в комбінації з іншими методами лікування — променева терапія, хіміотерапія, гормонотерапія.
- Імунотерапія хворих на рак молочної залози [Архівовано 30 листопада 2016 у Wayback Machine.]